# جله‌زینکا
ژلزینکا (قزاقی: Железинка) یک شهرک در استان پاولودار کشور قزاقستان است.